# Coup d'État du 12 décembre en Corée du Sud
 (février 2023).
Si vous disposez d'ouvrages ou d'articles de référence ou si vous connaissez des sites web de qualité traitant du thème abordé ici, merci de compléter l'article en donnant les références utiles à sa vérifiabilité et en les liant à la section « Notes et références ».

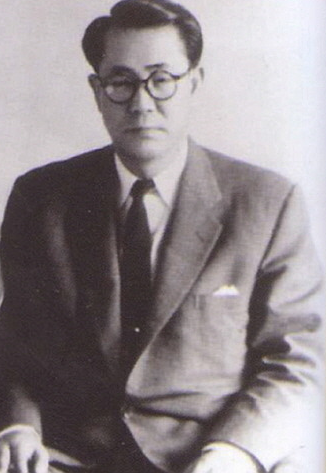
Image de l'ancien président sud-coréen Choi Kyu Hah au consulat du Japon, en 1953.

Le coup d'État du 12 décembre (hangeul : 12.12 군사반란 ; hanja : 12.12 軍事叛亂) est le nom donné au coup d'État qui a eu lieu à Séoul en Corée du Sud en 1979.
Le major-général de l'armée de Corée Chun Doo-hwan fait arrêter le général Jeong Seung-hwa (en), qu'il accuse d'avoir participé à l'assassinat du dictateur Park Chung-hee la même année. Cette initiative est faite sans l'aval du président-intérimaire Choi Kyu-ha. 
Dès le lendemain, le 13 décembre, les centres du pouvoir militaires sont occupés par des troupes favorables à Chun Doo-hwan. Les militaires qui le soutiennent se regroupent dans le groupe Hanahoe (en), et prennent par la suite le pouvoir dans le pays.